# Італійська окупація Майорки

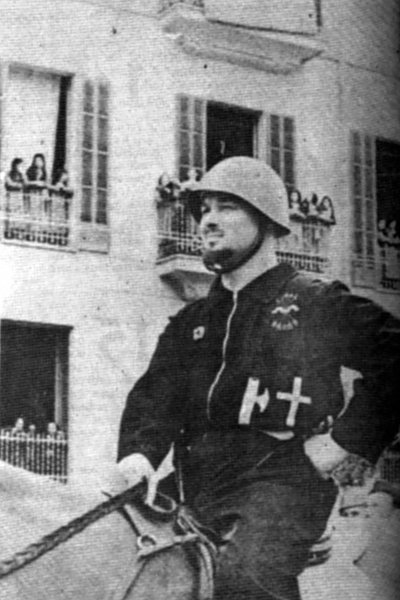
Арконовальдо Бонаккорсі проїзджає повз інститут м. Пальма-де-Мальорка, 1936

Італійська окупація Майорки відбулася в 1936—1939 під час Громадянської війни в Іспанії. Фашистська Італія вступила у війну в 1936 з метою анексії Балеарських островів і Сеути та створення на їх території держави-сателіта. Італія прагнула захопити Балеарські острови, оскільки вони, маючи стратегічне положення, пов'язували Францію й її колонії в Північній Африці, а також Гібралтар і Мальту. У результаті операції італійцями були захоплені важливі аеропорти (Алькудіа, Пальма) і порти (Пальма)).

## Історія
За деякий час до офіційного початку втручання Італії у громадянську війну в Іспанії була послана диверсійна група під командуванням лідера чорносорочечників Арконовальдо Бонаккорсі, яка висадилася на острові Майорка та захопила його. Після захоплення острова Бонаккорсі був призначений проконсулом Балеарських островів. Він оголосив Майорку безстроковим володінням Італії. Бонаккорсі був ініціатором жорстокого терору на Майорці, в результаті якого було розстріляно понад 3 000 осіб (здебільшого — комуністів), включаючи всіх ув'язнених. Захопивши Пальму-де-Майорку, Бонаккорсі перейменував головну вулицю на Римську (італ. Via Roma) і встановив на ній пам'ятники Римському орлу. Пізніше за доброчинну діяльність на острові був нагороджений медалями.
Майорка стала авіабазою для Італійських ВПС, що здійснювали нальоти на прибережні міста материкової Іспанії, контрольовані військами республіканців. Спочатку на Майорці базувалося незначна кількість літаків (бомбардувальників), щоб уникнути збройних сутичок з Великою Британією і Францією. Проте Антанта не вжила ніяких дій щодо Італії, і на острові були розгорнуті 12 літаків, один з яких пілотував син Беніто Муссоліні — Бруно. До січня 1938 чисельність Італійських ВПС на Балеарських островах збільшилася в 2 рази, а в зв'язку з цим почастішали її нальоти на кораблі країн-інтернаціоналістів, які йшли з військовою допомогою для республіканців.Збільшення чисельності італійських бомбардувальників на острові, числа нальотів на порти республіканців і на інтернаціоналістські кораблі були оцінені урядом Франції як провокаційні.
11 (або 12) квітня 1939, після перемоги Франко в громадянській війні та вторгнення італійських військ в Албанію, Муссоліні віддав наказ про виведення військ з Іспанії. Приводом до віддання цього наказу послужило швидке захоплення військами Гітлера Чехословаччини (оскільки Італія не змогла здобути значних територій в Чехословаччині) і початок підготовки військ до вторгнення в країни Східної Європи.